# Upplands runinskrifter 941
Upplands runinskrifter 941, U 941, är fyra vikingatida runstensfragment av rödaktig granit varav det första återfanns 1937 i kvarteret Torget, Uppsala och Uppsala kommun. Det första fragmentet återfanns inmurat i Uppsala franciskankonvents västra mur. På delen som hittades 1994 fanns färg bevarad i ristningslinjerna.
Inskriptionen påminner mycket om den på U 986.
Runstensfragmentet med signumet U NOR1995;19 är en del av - och passar ihop med - U 941. Även fragmentet U Fv1973;198C är en del av U 941.

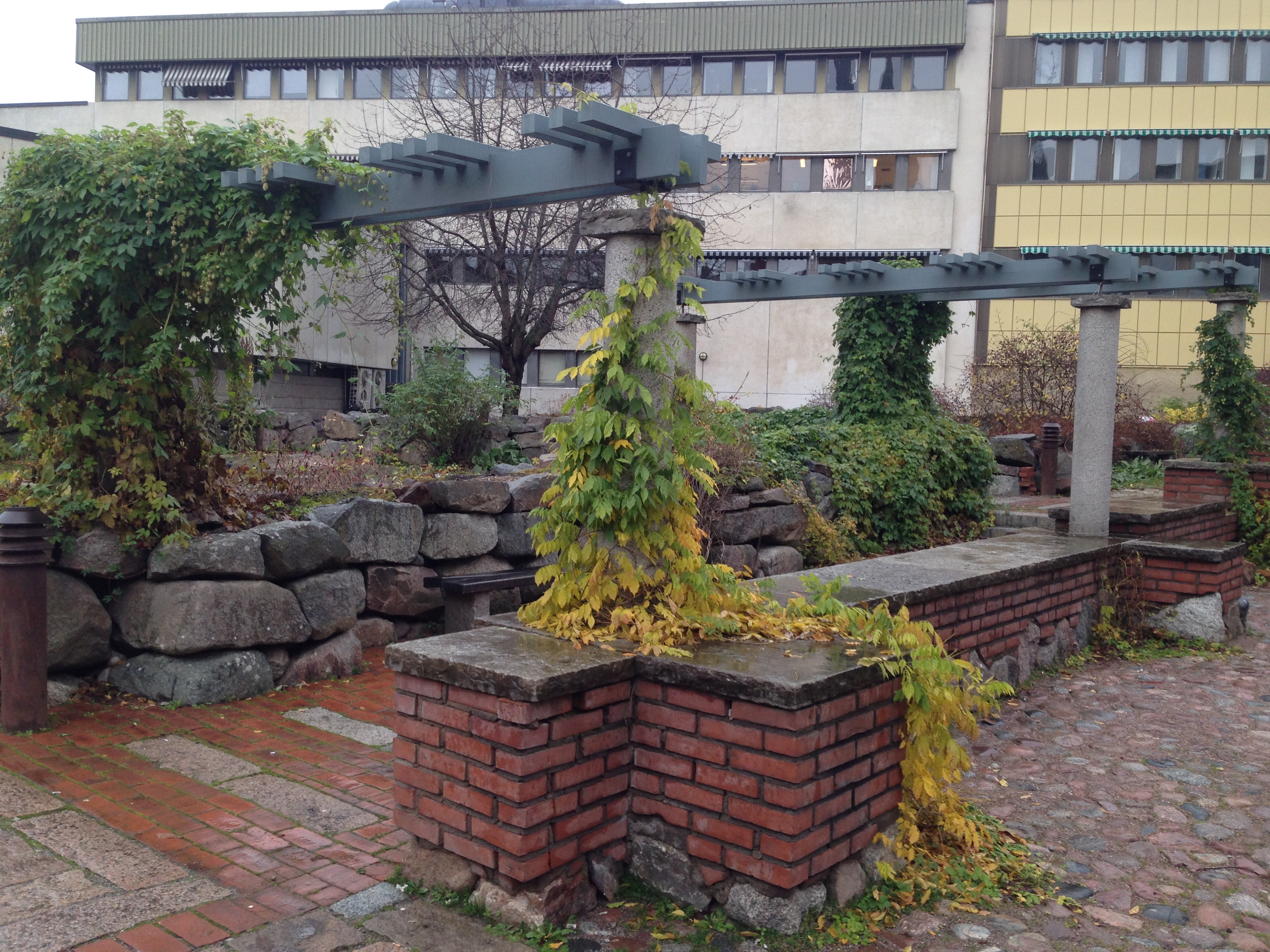
Ruiner från Uppsala franciskankonventet i Klosterparken, Uppsala.

I samband med arkeologiska undersökningar har inte mindre än åtta runstenar påträffats i konventsruinerna, de första på 1870-talet och de senaste på 1970-talet, bland andra U Fv1972;271, U 937, U 938, U 939, U 940 och då U 941.

## Inskriften
Translitterering av runraden:
ali u... ...ih...alti auk inkifast + þa(u)- -(i)tu rita stin þin- ... ...nta i--...fastaʀ ...
Normalisering till runsvenska:
Ali/Alli o[k S]igvaldi ok Ingifast þau[n l]etu retta stæin þenn[a] ... [boa]nda I[ngi]fastaʀ ...
Översättning till nusvenska:
Åle/Alle och Sigvalde och Ingefast de lät resa denna sten [efter] …, Ingefasts make …